# Ny Carlsbergfondet
Ny Carlsbergfondet är en dansk stiftelse grundad av makarna Carl Jacobsen, ägare till Ny Carlsberg bryggeri och hans hustru Ottilia Jacobsen för att gagna dansk konst, såväl skulptur som bildkonst och trädgårdskonst. Fonden driver bl.a. Ny Carlsberg Glyptotek.